# Stigmaeopsis nanjingensis
Stigmaeopsis nanjingensis är en spindeldjursart som först beskrevs av Ma och Yuan 1980.  Stigmaeopsis nanjingensis ingår i släktet Stigmaeopsis och familjen Tetranychidae. Inga underarter finns listade i Catalogue of Life.